# Esperando al mesías
Esperando al Mesías és una pel·lícula argentina de l'any 2000 dirigida per Daniel Burman i protagonitzada per Daniel Hendler, Enrique Piñeyro, Héctor Alterio, Melina Petriella, Stefania Sandrelli, Imanol Arias i Dolores Fonzi entre d'altres. La pel·lícula va ser coproduïda entre l'Argentina, Espanya i Itàlia.

## Argumento
El jove Ariel, un noi jueu que viu al costat del seu pare i manegen una cafeteria, és incapaç de viure lliurement perquè qüestiona constantment la seva identitat. Casualment coneix a Santamaría, un desocupat, ex bancari, rodamón que viu de buscar documents en les escombraries que retorna als seus propietaris el pagament de petites sumes de diners. Tots dos assistiran a l'ensulsiada de projectes personals, famílies, perspectives. A través dels seus ulls tindrem una altra visió de les coses que ens envolten, una altra perspectiva de les nostres vida assetjada diàriament per crisis existencials.

## Repartiment
- Daniel Hendler (Ariel Goldstein)
- Enrique Piñeyro (Santamaría)
- Héctor Alterio (Simón)
- Melina Petriella (Estela)
- Stefania Sandrelli (Elsa)
- Chiara Caselli (Laura)
- Gabriela Acher (Sara)
- Imanol Arias (Baltasar)
- Dolores Fonzi (Any)
- Edda Bustamante (mujer trampa)
- Walter Reyno (Gerente)
- Tajma Minoru (Oriental)
- Juan José Flores Quispe (Ramón)
- Eduardo Wigutow (Moshé Levin)
- Beatriz Thibaudin (Anciana)
- Sandra Sandrelli (Santa)
- Ezequiel Chareca (Nene del coro)

## Producció i estrena
El títol fa al·lusió a la creença jueva d'"esperar el Messies"; en aquest cas, els personatges es mostren al principi inactius i latents, fins que la mort i la crisi els obliguen a actuar i a revalorar les seves vides. La pel·lícula es va estrenar a l'Argentina el 25 de maig de 2000. Es va presentar després al Festival Internacional de Cinema de Toronto el 14 de setembre de 2000, i més tard al Festival Internacional de Cinema de Palm Springs el 12 de gener de 2001.

## Premis
- Seminci: Premi de l'Associació de la Crítica; Premi FIPRESCI: per una representació honesta, realista i simbòlica de les esperances humanes a Buenos Aires avui; 2000.
- Festival Internacional del Nou Cinema Llatinoamericà de l'Havana: Tercer Premi Gran Coral; Cuba; 2000.
- Buenos Aires Festival Internacional de Cinema Independent: Premi Especial a Enrique Piñeyro per la seva interpretació; Argentina; 2000.[4]
- Festival de Cinema Llatinoamericà de Biarritz: Premi del Públic; França; 2000.[5]
- Asociación de Cronistas Cinematográficos de la Argentina: Premis Cóndor de Plata; Millor Música, César Lerner i Marcelo Moguilevsky; 2001.
- VII Mostra de Cinema Llatinoamericà de Lleida: Millor pel·lícula; Daniel Burman; 2001.[6]